# Damla
Damla significa gota en turc i s'utilitza com a nom de dona. Persones amb el nom Damla inclouen:
- Damla Çakıroğlu - jugadora de voleibol turca
- Damla Demirdön - futbolista turca
- Damla Sönmez - actriu turca